# ISO 3166-2:MC
ISO 3166-2:MC – kody ISO 3166-2 dla Monako.
Kody ISO 3166-2 to część standardu ISO 3166 publikowanego przez Międzynarodową Organizację Normalizacyjną. Kody te są przypisywane głównym jednostkom podziału administracyjnego, takim jak np. województwa czy stany, każdego kraju posiadającego kod w standardzie ISO 3166-1.
Aktualnie (2017) dla Monako zdefiniowano kody dla 17 osiedli.
Pierwsza część oznaczenia to kod Monako zgodnie z ISO 3166-1, natomiast druga część oznaczenia znajdująca się po myślniku to dwuliterowy kod jednostki administracyjnej.

## Kody ISO
| Kod ISO | Nazwa jednostki administracyjnej | Rodzaj jednostki administracyjnej |
| ------- | -------------------------------- | --------------------------------- |
| MC-CL   | La Colle                         | osiedle                           |
| MC-CO   | La Condamine                     | osiedle                           |
| MC-FO   | Fontvieille                      | osiedle                           |
| MC-GA   | La Gare                          | osiedle                           |
| MC-JE   | Jardin Exotique                  | osiedle                           |
| MC-LA   | Larvotto                         | osiedle                           |
| MC-MA   | Malbousquet                      | osiedle                           |
| MC-MC   | Monte Carlo                      | osiedle                           |
| MC-MG   | Moneghetti                       | osiedle                           |
| MC-MO   | Monaco-Ville                     | osiedle                           |
| MC-MU   | Moulins                          | osiedle                           |
| MC-PH   | Port-Hercule                     | osiedle                           |
| MC-SD   | Sainte-Dévote                    | osiedle                           |
| MC-SO   | La Source                        | osiedle                           |
| MC-SP   | Spélugues                        | osiedle                           |
| MC-SR   | Saint-Roman                      | osiedle                           |
| MC-VR   | Vallon de la Rousse              | osiedle                           |